# Солянов Віктор Вікторович
Віктор Вікторович Солянов (нар. 15 червня 1997) — український легкоатлет, який спеціалізується в бігу з бар'єрами, чемпіон національних першостей у бар'єрному спринті.
На національних змаганнях представляє Київ.
Займатись легкою атлетикою розпочав у 2012.
Тренується у Центральній ШВСМ Комітету з фізичного виховання та спорту МОН України під керівництвом Олени Голуб.

## Основні міжнародні виступи
| Рік  | Змагання                      | Місто  | Місце | Дисципліна | Примітки    |
| ---- | ----------------------------- | ------ | ----- | ---------- | ----------- |
| 2019 | Чемпіонат Європи серед молоді | Євле   | 1пф4  | 110 м з/б  |             |
| 2021 | Чемпіонат Європи в приміщенні | Торунь | 3заб6 | 60 м з/б   | [ 2 ] [ 3 ] |